# Xã West Lakeland, Quận Washington, Minnesota
Xã West Lakeland (tiếng Anh: West Lakeland Township) là một xã thuộc quận Washington, tiểu bang Minnesota, Hoa Kỳ. Năm 2010, dân số của xã này là 4.046 người.